# Bahnhof Füssen

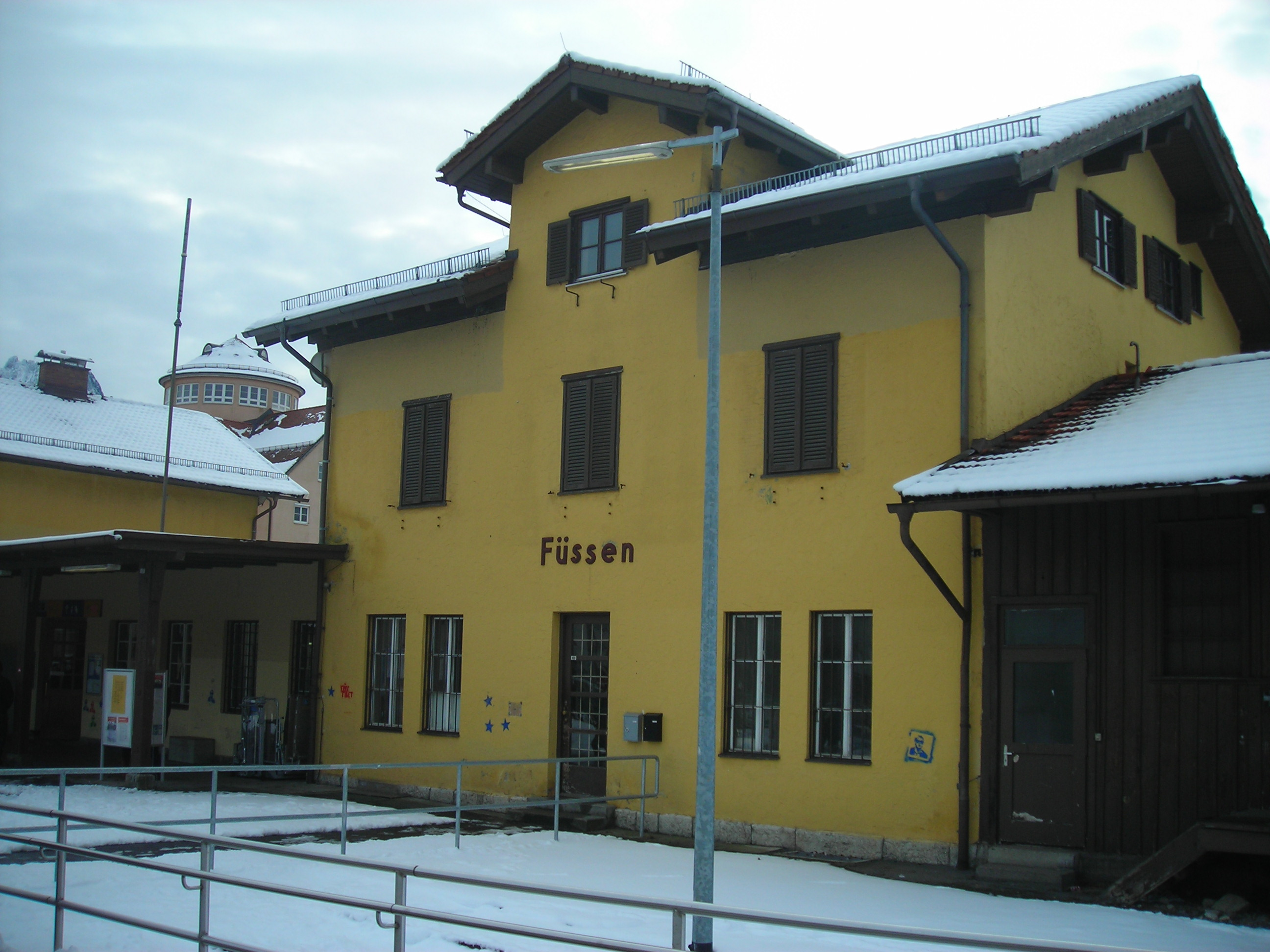
A korábbi állomásépület 2011-ben

Bahnhof Füssen vasútállomás Németországban, Bajorország tartományban, Füssenben. A német vasútállomás-kategóriák közül forgalma alapján a hatodik csoportba tartozik.
Az állomás 1889. június 1-én nyílt meg. A korábbi állomásépületet 2015-ben elbontották, helyette egy új, modern állomásépület épült. Az új 2016 decemberében nyílt meg az utazóközönség előtt.

## Vasútvonalak
Az állomást az alábbi vasútvonalak érintik:
- Biessenhofen–Füssen-vasútvonal

## Forgalom
| Vonatnem | Útvonal                                                                                            | Gyakoriság                  |
| -------- | -------------------------------------------------------------------------------------------------- | --------------------------- |
| BRB      | München – Geltendorf – Kaufering – Buchloe – Kaufbeuren – Biessenhofen – Marktoberdorf – Füssen    | kétóránként                 |
| BRB      | Augsburg – Bobingen – Schwabmünchen – Buchloe – Kaufbeuren – Biessenhofen – Marktoberdorf – Füssen | kétóránként                 |
| BRB      | Neuschwanstein-Express: München – Marktoberdorf – Füssen                                           | egy vonatpár vasárnaponként |

Az állomáson megállnak az ÖBB-Postbus autóbuszai is. Járat érkezik ide Reutte-ból, érintve Pflach, Musau, Vils és Pinswang településeket is Füssenig.

## Kapcsolódó állomások
A vasútállomáshoz az alábbi állomások vannak a legközelebb:
- Weizern-Hopferau station